# Freya (animal)
Freya es un género de arañas araneomorfas de la familia Salticidae. Se encuentra en  América Latina y Pakistán. 

## Lista de especies
Según The World Spider Catalog 12.5::
- Freya albosignata (F. O. Pickard-Cambridge, 1901)
- Freya arraijanica Chickering, 1946
- Freya atures Galiano, 2001
- Freya bicavata (F. O. Pickard-Cambridge, 1901)
- Freya bifida (F. O. Pickard-Cambridge, 1901)
- Freya bifurcata (F. O. Pickard-Cambridge, 1901)
- Freya chapare Galiano, 2001
- Freya chionopogon Simon, 1902
- Freya decorata (C. L. Koch, 1846)
- Freya demarcata Chamberlin & Ivie, 1936
- Freya disparipes Caporiacco, 1954
- Freya dureti Galiano, 2001
- Freya dyali Roewer, 1951
- Freya emarginata (F. O. Pickard-Cambridge, 1901)
- Freya frontalis Banks, 1929
- Freya grisea (F. O. Pickard-Cambridge, 1901)
- Freya infuscata (F. O. Pickard-Cambridge, 1901)
- Freya justina Banks, 1929
- Freya longispina (F. O. Pickard-Cambridge, 1901)
- Freya maculatipes (F. O. Pickard-Cambridge, 1901)
- Freya minuta (F. O. Pickard-Cambridge, 1901)
- Freya nannispina Chamberlin & Ivie, 1936
- Freya nigrotaeniata (Mello-Leitão, 1945)
- Freya perelegans Simon, 1902
- Freya petrunkevitchi Chickering, 1946
- Freya prominens (F. O. Pickard-Cambridge, 1901)
- Freya regia (Peckham & Peckham, 1896)
- Freya rubiginosa (C. L. Koch, 1846)
- Freya rufohirta (Simon, 1902)
- Freya rustica (Peckham & Peckham, 1896)